# Lijst van olympische medaillewinnaars jeu de paume
Jeu de paume is een voormalige olympische sport, die op de Olympische Spelen werd beoefend. Deze pagina geeft de lijst van olympische medaillewinnaars in deze sport, die alleen op de Spelen van 1908 in Londen op het programma stond.

## Medaillewinnaars
| Editie | Goud | Goud         | Zilver | Zilver        | Brons | Brons          |
| ------ | ---- | ------------ | ------ | ------------- | ----- | -------------- |
| 1908   | USA  | Jay Gould II | GBR    | Eustace Miles | GBR   | Neville Lytton |

Londen 1908 
Olympische medaillewinnaars